# جوناثان تابو
جوناثان تابو (بالفرنسية: Jonathan Tabu)‏ مواليد 7 أكتوبر 1985، هو لاعب كرة سلة بلجيكي بدأ مسيرته الاحترافية في سنة 2004 يلعب مع فريق ألبا برلين ويحمل الرقم 9. يبلغ طوله 6 قدم 0 بوصة (1.8 م).

## فرق لعب لها
- بالاكانسترو كانتو
- باسكت سرقسطة 2002
- ألبا برلين

## روابط خارجية
- جوناثان تابو على موقع الاتحاد الدولي لكرة السلة (الإنجليزية)
- جوناثان تابو على موقع الدوري الأوروبي لكرة السلة (الإنجليزية)
- جوناثان تابو على موقع الدوري الإسباني لكرة السلة (الإسبانية)
- جوناثان تابو على موقع كرة السلة الأوروبية.كوم (الإنجليزية)
- جوناثان تابو على موقع ريلجم (الإنجليزية)
- جوناثان تابو على موقع بروبوليرز (الإنجليزية)
- جوناثان تابو على موقع سبورتس رفرنس (الإنجليزية)